# Adam Livingstone
Adam Livingstone (* 22. Februar 1998) ist ein schottischer Fußballspieler, der bei den Cove Rangers unter Vertrag steht.

## Karriere
Adam Livingstone spielt seit der U-17 in der Jugend des FC Motherwell. Am 16. Mai 2017 gab er gegen den FC Kilmarnock sein Profidebüt in der Scottish Premiership. Vier Tage später folgte ein weiter Einsatz gegen Inverness Caledonian Thistle. In beiden Spielen wurde er jeweils für Lionel Ainsworth eingewechselt. Im Januar 2018 wurde er an den FC East Fife verliehen. Im September 2019 an Greenock Morton.